# Tepa (Wallis-et-Futuna)
Pour les articles homonymes, voir Tepa.
Tepa est une localité française, qui n'a pas le statut de commune mais le statut de village, de Wallis-et-Futuna, dans le district de Mu'a, au sud-ouest de l'île de Wallis. 

## Urbanisme

### Hameaux, lieux-dits et écarts
À Wallis, les villages sont divisés en plusieurs sections (des « classes », kalasi) qui se complètent ou se relaient dans toutes les entreprises collectives et pour l’organisation des cérémonies. Parmi ces kalasi se trouvent des zones résidentielles nommées api.

## Politique et administration

### Liste des chefs de village (tuihoua)
| Période                                  | Période       | Identité           | Étiquette | Qualité |
| ---------------------------------------- | ------------- | ------------------ | --------- | ------- |
| Les données manquantes sont à compléter. |               |                    |           |         |
| 2005                                     | 1er juin 2016 | Penisio Fuimaono   |           |         |
| 1er juin 2016                            | 1er mai 2017  | Keleto Selui       |           |         |
| 12 août 2017                             | ?             | Mikaele Toafatavao |           |         |
| 8 janvier 2022                           | En cours      | Sosefo Tuihoua     |           |         |

## Population et société

### Démographie
En 2018, le village de Tepa compte une population de 270 habitants.

## Culture locale et patrimoine

### Lieux et monuments

#### Église du Sacré-Cœur de Tepa
Bâtie en 1991, l'église du Sacré-Cœur de Tepa se caractérise par son architecture originale car elle reproduit la forme d'un phare.